# Out Zone
Out Zone (アウトゾーン) est un jeu vidéo sorti en salle d'arcade en 1990 et développé par Toaplan.
C'est un jeu de type Run and gun dans lequel vous contrôlez un cyborg à travers 7 niveaux de difficulté croissante.

## Système de jeu
Out Zone est un run and gun, un sous genre du shoot them up, à défilement vertical dans lequel vous n'êtes non pas à bord d'un vaisseau mais à pieds, le but étant de faire feu sur tout ce qui bouge. Vous pouvez vous déplacer dans huit directions et avez deux sortes d'armes, la première vous permet de tirer dans les 8 directions possibles et la deuxième dans 3 directions (nord-ouest, nord, nord-est).
Vous disposez de 3 vies et vos facultés peuvent être démultipliées grâce à divers objets trouvés lors de votre périple :
- 1up : ajoute une vie au compteur.
- Bomb : ajoute une bombe au stock.
- Speed Up : augmente la vitesse.
- Super burner : un lance flamme très puissant multidirectionnel mais à très faible portée.
- Super ball : Une balle gravite autour de vous détruisant tout sur son passage.
- Shield : Un bouclier qui vous laisse commettre une erreur.
- Energy Extend : étend la barre d'énergie.

Une barre d'énergie est là pour empêcher une trop grande inactivité de la part du joueur, une fois vidée, il perd une vie. Pour regagner de l'énergie il faut se procurer des objets avec la lettre E.